# Three Blind Mice and Other Stories
Three Blind Mice and Other Stories är en novellsamling skriven av Agatha Christie, först publicerad i USA 1950.
Berättelserna dök senare upp i samlingarna Äventyret med julpuddingen (1961), Poirots problem (1990), Miss Marple's Final Cases and Two Other Stories (1979) och Gul iris och andra mysterier (1991). Titelnovellen, en alternativ version av pjäsen Råttfällan, har dock inte publicerats i bokform i Storbritannien. Novellsamlingen som helhet har heller inte publicerats i Sverige förutom enstaka noveller (se Innehåll).

## Innehåll
| Engelsk originaltitel            | Svensk översättning    | Del av novellsamling                            |
| -------------------------------- | ---------------------- | ----------------------------------------------- |
| Three Blind Mice                 | Tre blinda möss        |                                                 |
| Strange Jest                     |                        | Miss Marple's Final Cases and Two Other Stories |
| The Case of the Perfect Maid     |                        | Miss Marple's Final Cases and Two Other Stories |
| Tape-Measure Murder              |                        | Miss Marple's Final Cases and Two Other Stories |
| The Case of the Caretaker        |                        | Miss Marple's Final Cases and Two Other Stories |
| The Third Floor Flat             | Tredje våningen        | En bra kväll för mord                           |
| The Adventure of Johnnie Waverly | Den kidnappade pojken  | Poirots problem                                 |
| Four-and-Twenty Blackbirds       | Den ödesdigra måltiden | Äventyret med julpuddingen                      |
| The Love Detectives              | Kärleksdetektiverna    | Gul iris och andra mysterier                    |

## Handlingar

### Three Blind Mice
Under en bländande snöstorm fångar en mordisk galning en liten grupp människor på ett isolerat pensionat. Giles och Molly Davis har precis ärvt Monkswell Manor från Mollys moster Katherine, och de har bestämt sig för att öppna det som ett pensionat. Under en kraftig snöstorm är en spännande skara karaktärer instängda tillsammans, men allt är inte vad det verkar. Efter att en av gästerna hittats död är frågan vem som är mördaren? Det kan bara vara någon på pensionatet. Det är en berättelse om intriger och mord som kommer från det förflutna. Är alla de som de utger sig för att vara? Vem kommer att överleva natten? Kommer mördaren som dödar till tonerna av Three Blind Mice att döda dem alla?

### Strange Jest
Under en fest som arrangeras av miss Marples vän Jane Helier, blir miss Marple kontaktad av ett ungt par som behöver hennes hjälp. Paret fick löfte av sin farbror att när han dog skulle de ärva en stor förmögenhet. Men när farbrodern dog lämnade han ett brev till dem där han berättade att deras arv var gömt. Paret bjuder in miss Marple till sitt familjehem. Hon bestämmer sig för att reda ut mysteriet och hjälpa paret att hitta lyckan.

### The Case of the Perfect Maid
Miss Marple kommer till kommissarie Slacks undsättning ännu en gång. Systrarna Skinner är ett mysterium för byn. Medan den ena systern ligger och lider av mystiska krämpor, klarar den andra allt hon behöver. Sedan avskedar systrarna sitt hembiträde Gladys och hävdar att hon är en tjuv bara för att få saker att försvinna. Nu har det perfekta hembiträdet kommit för att ersätta henne, men när det perfekta hembiträdet försvinner vem får du då att hjälpa till att lösa brottet?

### Tape-Measure Murder
Miss Marple kallas som karaktärsvittne för mr Spenlow, som anklagas för att ha mördat sin fru. Detta beror på att mr Spenlow verkar vara opåverkad av förlusten av sin fru. Med hjälp av sin vän överste Melchett och den skeptiske kommissarie Slack söker miss Marple efter sanningen om vem som egentligen dödade mrs Spenlow. Kommer en man som miss Marple anser vara oskyldig att hängas för brottet?

### The Case of the Caretaker
Doktor Haydock, allmänläkaren i den lilla byn St. Mary Mead, hoppas kunna muntra upp miss Marple när hon återhämtar sig från influensan. Han anser att den bästa lösningen är att ge henne ett problem som kommer att utmana hennes sinne snarare än hennes kropp. Han bestämmer sig för att be henne om hjälp med att lösa ett mord, för vad fanns det för bättre sätt att hålla humöret uppe än att hitta en mördare. Harry Lexton, den djävulskt stilige sonen och det svarta fåret, har bättrat sig och återvänt till sitt barndomshem med sin nya fru för att starta ett liv. Byborna kan dock inte sluta prata om Harrys förflutna och åtminstone en person kan inte förlåta honom för att han rev det gamla huset. När Harrys nya fru dör oväntat, var det en häxas förbannelse som gjorde det eller någon med mörkare planer?

### The Third Flat
En kvinnokropp hittas i en lägenhet. Hon upptäcktes av en grupp på fyra ungdomar som hade blivit utelåsta från sin lägenhet. Som tur är finns Hercule Poirot i närheten för att hjälpa till. Vem mördade denna stackars kvinna? Finns det mer i den här historien än vad som syns? Kan Poirot upptäcka sanningen innan det är för sent för någon annan?

### The Adventure of Johnnie Waverly
När ett treårigt barn kidnappas och hålls som gisslan måste Hercule Poirot använda sina små grå celler för att ta reda på sanningen. Men när misstankarna faller på hushållet måste Poirot ta sig an den svåra utmaningen att ta reda på var den lille pojken befinner sig.

### Four-and-Twenty Blackbirds
Hercule Poirot dras in i ett annat mysterium. När han sitter ner och äter middag med en gammal vän lägger han märke till matvanorna hos en av de andra gästerna, som personalen kallar "Old Father Time" eftersom ingen vet vad han heter. Han kommer in varje tisdag och torsdag som ett urverk, men en dag slutar han plötsligt att komma. Poirot tror att han vet sanningen bakom mysteriet, men kan sanningen vara dödlig?

### The Love Detectives
En rörig kärlekstriangel slutar i mord. Är det verkligen änkans och hennes älskares fel? Mr Satterthwaite slår sig än en gång ihop med den mystiske Mr. Harley Quin för att ta reda på varför Sir James Dwight mördades.